# Joseph Fargues
Pour les articles homonymes, voir Fargues.
Joseph-Etienne-Charles Fargues du Pigné, est un homme politique français né le 2 janvier 1786 à Montréal (Aude) et mort le 25 avril 1860 à Montréal.

## Biographie
Militaire de carrière, il quitte l'armée avec le grade de chef de bataillon d'infanterie, il est député de l'Aude de 1841 à 1846, siégeant au Tiers-parti. A la fin de sa vie, il fit construire le château de Valgros sur la commune de Bram.

## Sources
1. ↑  Gérard Jean, Dictionnaire encyclopédique de l'Aude, tome 1 . Joseph-Etienne-Charles Fargues, Toulouse, Académie des arts et des sciences de Carcassonne, 2010, 793 p. (ISBN 978-2-9535768-0-1), p. 636

- « Joseph Fargues », dans Adolphe Robert et Gaston Cougny, Dictionnaire des parlementaires français, Edgar Bourloton, 1889-1891 [détail de l’édition]